# 天兴 (于阗)
天兴（986年—999年）是于阗的一个年号，比较统一的看法是，这个年号是国王尉迟僧伽罗摩时期的，共计14年。
天兴年號见于敦煌于阗语文书。但是对于这个年号的归属和时间，由于史料的缺乏还有争议。
井之口泰淳考订，认为天兴是李圣天的第2个年号，时间为950年－966年。张广达、榮新江也支持这个观点，但是认为时间为950年－963年。孟凡人等考订，认为是尉迟僧伽罗摩的年号，时间为986－999年。

## 文獻出處
- 《天興七年十一月于闐回禮使索子全狀》：天興柒年拾壹月日
- 《天興九年九月西朝走馬使□富. 住狀》：天興玖年九月日
- 于闐文書 IOL Khot S.25（Ch c. 002）：hina maumye ksauna asa salye ttumjera maste dasamye hade（天興九年馬年 ttumjera 月10日）
- 《天興十二年正月八日大寶于闐國匝摩寺八關戒牒》：天壽二年五月日寶勝狀奏
- 于闐文書 IOL Khot S.16（Ch. 00272）：thyaina hija tcaulasamyi ksauna pvaisa salya kaja mastai haspabe stamyi hadai（天興十四年豬年kaja 月28日）

## 紀年

### 986年改元說
| 天兴 | 元年   | 二年   | 三年   | 四年   | 五年  | 六年  | 七年  | 八年  | 九年  | 十年  |
| ---- | ------ | ------ | ------ | ------ | ----- | ----- | ----- | ----- | ----- | ----- |
| 公元 | 986年  | 987年  | 988年  | 989年  | 990年 | 991年 | 992年 | 993年 | 994年 | 995年 |
| 干支 | 丙戌   | 丁亥   | 戊子   | 己丑   | 庚寅  | 辛卯  | 壬辰  | 癸巳  | 甲午  | 乙未  |
| 天兴 | 十一年 | 十二年 | 十三年 | 十四年 |       |       |       |       |       |       |
| 公元 | 996年  | 997年  | 998年  | 999年  |       |       |       |       |       |       |
| 干支 | 丙申   | 丁酉   | 戊戌   | 己亥   |       |       |       |       |       |       |

### 950年改元說
| 天興 | 元年   | 二年   | 三年   | 四年   | 五年  | 六年  | 七年  | 八年  | 九年  | 十年  |
| ---- | ------ | ------ | ------ | ------ | ----- | ----- | ----- | ----- | ----- | ----- |
| 公元 | 950年  | 951年  | 952年  | 953年  | 954年 | 955年 | 956年 | 957年 | 958年 | 959年 |
| 干支 | 庚戌   | 辛亥   | 壬子   | 癸丑   | 甲寅  | 乙卯  | 丙辰  | 丁巳  | 戊午  | 己未  |
| 天興 | 十一年 | 十二年 | 十三年 | 十四年 |       |       |       |       |       |       |
| 公元 | 960年  | 961年  | 962年  | 963年  |       |       |       |       |       |       |
| 干支 | 庚申   | 辛酉   | 壬戌   | 癸亥   |       |       |       |       |       |       |

## 同期存在的其他政权年号
- 中國
  - 雍熙（984年－987年）：北宋—宋太宗趙匡義之年號
  - 端拱（988年－989年）：北宋—宋太宗趙匡義之年號
  - 淳化（990年－994年）：北宋—宋太宗趙匡義之年號
  - 至道（995年－997年）：北宋—宋太宗趙匡義、宋真宗趙恒之年號
  - 咸平（998年－1003年）：北宋—宋真宗趙恒之年號
  - 应运（994年）：北宋時期—李順之年號
  - 统和（983年－1012年）：契丹—遼聖宗耶律隆绪之年號
  - 廣明（986年－988年）：大理—段素英之年號
  - 明統（989年－991年）：大理—段素英之年號
  - 明聖（992年－996年）：大理—段素英之年號
  - 明治（997年－1005年）：大理—段素英之年號
- 越南
  - 天福（980年－988年）：前黎朝—黎桓之年號
  - 兴统（989年－993年）：前黎朝—黎桓之年號
  - 應天（994年－1007年）：前黎朝—黎桓、黎龍鉞、黎龍鋌之年號
- 日本
  - 寬和（985年－987年）：花山天皇與一條天皇之年号
  - 永延（987年－989年）：一條天皇之年号
  - 永祚（989年－990年）：一條天皇之年号
  - 正曆（990年－995年）：一條天皇之年号
  - 長德（995年－999年）：一條天皇之年号
  - 長保（999年－1004年）：一條天皇之年号

## 參看
- 中國年號索引
- 其他时期使用的天兴年号

## 深入閱讀
- 李崇智. . 北京: 中華書局. 2004年12月. ISBN 7101025129.
- 鄧洪波. . 臺北: 國立臺灣大學東亞經典與文化研究計劃. 2005年3月  [2022-01-03]. ISBN 9789860005189. （原始内容 (pdf)存档于2007-08-25）.
- 張廣達、榮新江. . 北京: 中國人民大學出版社. 2008年9月. ISBN 9787545820898.

| 前一年號： 中興 | 于阗年號 986年－999年 | 下一年號： 天壽 |